# Papaipema orbicularis
Papaipema orbicularis är en fjärilsart som beskrevs av Embrik Strand 1921. Papaipema orbicularis ingår i släktet Papaipema och familjen nattflyn. Inga underarter finns listade i Catalogue of Life.